# Haworthiopsis scabra var. lateganiae
Haworthiopsis scabra var. lateganiae, coneguda abans com Haworthia scabra var. lateganiae, és una varietat de Haworthiopsis nigra i està dins del gènere Haworthiopsis.

## Descripció
Haworthiopsis scabra var. lateganiae és una suculenta on la seva roseta fa una grandària entre 4 a 6 cm de diàmetre. Les fulles de color verd clar més gran. S'assembla a la varietat starkiana, les diferències són més llargues, les fulles més esveltes i el color és més verdós.

## Distribució i hàbitat
Aquesta varietat es distribueix a la província sud-africana Cap Occidental, concretament a l'oest de De Rust, al voltant de Klein Kruis i Groot Kruis. Creix molt a prop de Haworthiopsis scabra i Haworthia arachnoidea var. setata.
A la natura forma grups.

## Taxonomia
Haworthiopsis scabra var. lateganiae va ser descrita per (Poelln.) G.D.Rowley i publicat a Alsterworthia Int., Special Issue 10: 5, a l'any 2013.
Etimologia
Haworthiopsis: La terminació -opsis deriva del grec ὀψις (opsis), que significa "aparença", "semblant" per la qual cosa, Haworthiopsis significa "com a Haworthia", i que honora al botànic britànic Adrian Hardy Haworth (1767-1833).
scabra: epítet llatí que significa "aspre, escabrosa".
var. lateganiae: epítet en honor de la senyora Lategan.
Sinonímia
- Haworthia lateganiae Poelln., Desert Pl. Life 9: 103 (1937). (Basiònim/Sinònim substituït)
- Haworthia starkiana var. lateganiae (Poelln.) M.B.Bayer, Haworthia Handb.: 128 (1976).
- Haworthia scabra var. lateganiae (Poelln.) M.B.Bayer, Haworthia Revisited: 195 (1999).[5]